# كورتيز كينيدي
كورتيز كينيدي (بالإنجليزية: Cortez Kennedy)‏ هو لاعب كرة قدم أمريكية أمريكي، ولد في 23 أغسطس 1968 في أوسيولا في الولايات المتحدة، وتوفي في 23 مايو 2017 في أورلاندو في الولايات المتحدة.

## وصلات خارجية
- كورتيز كينيدي على موقع مرجع كرة القدم المحترفة.كوم (الإنجليزية)